# Wilfried Zaha
Dazet Wilfried Armel Zaha, född 10 november 1992, är en engelsk-ivoriansk fotbollsspelare som spelar för Galatasaray.
Wilfried Zaha är en snabb och teknisk yttermittfältare.

## Klubbkarriär
Den 25 januari 2013 blev det klart att Wilfried Zaha värvas av Manchester United, för cirka 10 miljoner pund. Han blev direkt utlånad tillbaka till Crystal Palace och anslöt till United efter säsongen 2012/2013. Den 31 januari 2014 blev det klart att Zaha lånades ut till den walesiska klubben Cardiff City till säsongen ut. 2015 återvände han till Crystal palace och cementerade sin plats som en av lagets viktigaste och mest målrika spelare. Sommaren 2023 gick Zaha till Galatasaray i Turkiet efter att hans kontrakt med Crystal Palace löpt ut. 

## Landslagskarriär
Zaha var tillgänglig att välja både Elfenbenskusten och Englands landslag, då han är född i Elfenbenskusten men uppväxt i England. Han valde att representera Englands landslag. Zaha gjorde debut för England den 14 november 2012 i en 4–2-förlust mot Sverige, där han byttes in i den 85:e minuten mot Raheem Sterling.
I november 2016 valde Zaha att byta till Elfenbenskustens landslag. Han var uttagen i Elfenbenskustens trupp till Afrikanska mästerskapet 2017. Han debuterade för Elfenbenskusten den 8 januari 2017 i en 2–1-vinst över Sverige, där han byttes in i halvlek mot Salomon Kalou. Den 11 januari 2017 gjorde han sitt första landslagsmål i en 3–0-vinst över Uganda.